# WeTransfer
WeTransfer is een van oorsprong Nederlandse down- en uploaddienst waarmee computerbestanden verstuurd kunnen worden. Met de dienst kunnen per verzending documenten, foto's, muziek, presentaties en video's gedeeld worden met maximaal twintig ontvangers. Het hoofdkantoor is gevestigd in Amsterdam. In 2024 werd het opgekocht door het Italiaanse techbedrijf Bending Spoons.

## Geschiedenis
De dienst werd in 2009 opgericht door Ronald Hans (blognaam Nalden), Rinke Visser en Bas Beerens in Amsterdam, Nederland. Het is gemaakt om het gratis delen van grote bestanden (tot 2GB) mogelijk te maken.
In 2013 is WeTransfer winstgevend geworden.
In 2014 lanceerde WeTransfer "creative-class.tv", een doorlopende videoserie.
In 2015 haalde WeTransfer een Serie A-financieringsronde van US$25 miljoen op bij Highland Capital Partners Europe. Ze voegden ook durfkapitalist Troy Carter toe aan de raad van bestuur.
De bestandsoverdrachtlimiet van WeTransfer is 200 GB voor pro-abonnees vanaf september 2021.
In 2016 maakte WeTransfer de aankoop van ontwerpstudio Present Plus bekend om zich verder te kunnen ontwikkelen op gerichte producten. In datzelfde jaar opende het bedrijf ook zijn eerste kantoor in de Verenigde Staten.
Begin 2017 werd Gordon Willoughby de nieuwe bestuursvoorzitter.
In augustus 2018 nam WeTransfer app-ontwikkelaar FiftyThree over, die eigenaar was van schets-app Paper en presentatie-app Paste.
In mei 2020 verbood India de app WeTransfer om veiligheidsredenen. In juni werd het bedrijf een gecertificeerde B Corporation.
In april werd de WeTransfer Foundation, "Supporting Act", gelanceerd die zich richt op het helpen van opkomend creatief talent en het bedrijf beloofde om vanaf 2022 1% van de inkomsten te doneren. In oktober kondigde WeTransfer een omzet aan van €65 miljoen in 2020.
In april 2021 meldde Reuters dat de WeTransfer logo's en gelijkenis werden gebruikt in high-profile phishing scams.
In januari 2022 plande WeTransfer een beursgang voor een waardering tot 800 miljoen dollar, maar uiteindelijk werd het aanbod kort voor de notering geannuleerd vanwege de volatiliteit van de markt.
In 2022 werd Alexandar Vassilev benoemd tot CEO van het bedrijf.

### Overname door Bending Spoons
Op 31 juli 2024 werd bekend dat WeTransfer wordt overgenomen door Bending Spoons. De overnamesom werd niet vermeld. WeTransfer telt 80 miljoen actieve gebruikers, waarvan 600.000 betalende. Het Italiaanse Bending Spoons heeft het hoofdkantoor in Milaan en de waarde van dit bedrijf wordt op getaxeerd op 2,6 miljard euro. In september 2024 maakte de nieuwe eigenaar bekend dat driekwart van de 350 banen verloren gaan. Eerder had Bending Spoons ook al ontslagrondes aangekondigd na de overname van bedrijven.

## Verdienmodel
WeTransfer heeft een dubbel verdienmodel, met advertenties (ongeveer 60% van de inkomsten) en betalende abonnees. Met een gratis account kunnen gebruikers van de dienst bestanden tot 2 GB versturen, die drie dagen beschikbaar blijven voor download. Met een Pro-account kan men bestanden versturen tot 200 GB, en een wachtwoord zetten op een download. Ook kan de gebruiker zelf bepalen hoe lang de transfers actief zullen blijven. Een Pro-account heeft een limiet van 1 TB schijfruimte. In 2021 behaalde de site een omzet van 105 miljoen euro.